# アンドレイヤス
アンドレイヤス（Andreyas、 ゲエズ語：አንድሬያስ、在位：1429年 - 1430年）はエチオピア帝国・ソロモン朝の皇帝 。先代皇帝イシャク1世の長男。その治世は約6ヶ月に過ぎなかった。次代皇帝には弟のテクレ・マリアムが即位した。